# Хопкинсвил (Кентаки)
Хопкинсвил (енгл. Hopkinsville) град је у америчкој савезној држави Кентаки.

## Демографија
По попису из 2010. године број становника је 31.577, што је 1.488 (4,9%) становника више него 2000. године.
| Група             | 2000.          | 2010.          |
| Белци             | 19.636 (65,3%) | 19.279 (61,1%) |
| Афроамериканци    | 9.302 (30,9%)  | 10.076 (31,9%) |
| Азијати           | 229 (0,8%)     | 356 (1,1%)     |
| Хиспаноамериканци | 508 (1,7%)     | 1.113 (3,5%)   |
| Укупно            | 30.089         | 31.577         |